# Tontelea cylindrocarpa
Tontelea cylindrocarpa là một loài thực vật có hoa trong họ Dây gối. Loài này được (A.C.Sm.) A.C.Sm. miêu tả khoa học đầu tiên năm 1940.